# Luzhou (Nouveau Taipei)

Situation du district dans Nouveau Taipei.

Luzhou (chinois traditionnel : 蘆洲區 ; pinyin : Lúzhōu Qū), est un district de la ville de Nouveau Taipei, à Taïwan.

## Géographie
- Superficie : 8,2 km2
- Population : 197 326 habitants (février 2010)